# Euceratomyces
Euceratomyces är ett släkte av svampar. Euceratomyces ingår i familjen Euceratomycetaceae, ordningen Laboulbeniales, klassen Laboulbeniomycetes, divisionen sporsäcksvampar och riket svampar.
|               | Pseudoecteinomyces                         |
|               |                                            |
|               | Colonomyces                                |
|               |                                            |
|               | Cochliomyces                               |
|               |                                            |
| Euceratomyces | \| \| Euceratomyces terrestris \| \| \| \| |
|               | \| \| Euceratomyces terrestris \| \| \| \| |
|               | Euzodiomyces                               |
|               |                                            |
|               | Euceratomyces terrestris                   |
|               |                                            |

|  | Euceratomyces terrestris |
|  |                          |